# Rudolph Edgar Block
Pour les articles homonymes, voir Block.
Rudolph Edgar Block, né le 6 décembre 1870 à New York et mort le 28 avril 1940 à Tucson, connu aussi sous son nom de plume Bruno Lessing, est un journaliste, chroniqueur et nouvelliste américain d'origine juive, grand voyageur et collectionneur de cannes en bois.

## Journaliste et écrivain
Rudolph Block commence sa carrière de journaliste en 1888 ; il travaille au Sun and World avant de devenir, en 1896, rédacteur des suppléments comiques des journaux du groupe Hearst. C'est à ce titre qu'en 1897, il demande un comic strip, adapté de la série allemande Max et Moritz de Wilhelm Busch, à Rudolph Dirks ; celui-ci lui propose alors la série The Katzenjammer Kids,. À la même époque, Rudolph Block écrit les textes pour la série Around the World with the Yellow Kid de Richard Felton Outcault. En 1904, il intègre George Herriman comme dessinateur sportif à la rédaction du New York Journal. Entre 1905 et 1909, il collabore fréquemment à Cosmopolitan qui publie presque chaque mois un de ses textes.
Sous le nom de plume de Bruno Lessing, il est l'auteur de plusieurs nouvelles et de chroniques dans lesquelles il évoque régulièrement la vie dans le ghetto de l'est de New York à la fin du XIXe siècle,. Il écrit aussi dans les années 1915-1916 le scénario d'une dizaine de courts métrages, adaptés de ses nouvelles. Enfin, à partir de 1928, il rédige une chronique quotidienne intitulée Vagabondia, inspirée par ses voyages et publiée dans plusieurs grands journaux américains, comme The New York American ou The Milwaukee Sentinel.
Une anecdote imaginaire le concernant illustre la définition du mot « story » dans le Dictionnaire du diable (The Unabridged Devil's Dictionary) d'Ambrose Bierce.

## Collectionneur
Block se déplace sans utiliser de canne, mais il commence à acheter des cannes en bois comme souvenirs de ses voyages et s'imagine naïvement, comme il le raconte lui-même, pouvoir réunir une collection d'échantillons de tous les bois du monde. Il écrit à des forestiers, marchands de bois, employés du gouvernement, missionnaires, voyageurs, compagnies maritimes, musées et collectionneurs dans le monde entier et demande à ses correspondants de lui envoyer une branche dans laquelle il fait tailler la canne qu'il équipe d'une poignée assortie :

« Il y a une canne faite de bois de balsa — aussi légère qu'une plume. Pour mettre en évidence cette qualité, je lui ai fait fabriquer une poignée en écume de mer. Par contre il y a une canne de pao ferro du Brésil [Machaerium scleroxylon Mart.] qui semble aussi lourde que du plomb. J'ai choisi la poignée en corne de rhinocéros la plus lourde que j'ai pu trouver à Londres pour qu'elle semble aussi pesante. »

— The Woodworker 1926, p. 297
 Les cannes n'étant qu'un moyen de présenter les variétés de bois les plus belles et les plus intéressantes, leur beauté en tant qu'objets n'était qu'accessoire à ses yeux,, de même que l'impraticabilité de certains bois pour en faire des cannes.
En moins de quatre ans Rudolph Block rassemble une collection de 1 400 cannes de bois (composée de 200 cannes en 1925, la collection en compte 700 un an plus tard et 1 400 en 1928) ; en réalité il ne s'agit pas d'une collection de cannes, mais d'une collection scientifique de bois, comptant 950 espèces identifiées, appartenant à 550 genres différents, en provenance du monde entier. Pour l'identification des essences, Block bénéficie de l'aide de Samuel J. Record, professeur à la Yale School of Forestry (en).
La collection soigneusement disposée dans 14 vitrines contenant chacune 100 cannes a fait l'objet de deux expositions : au musée national d'histoire naturelle des États-Unis à Washington durant trois ans à partir de 1928, et en 1931 au jardin botanique de New York,.
Après la mort de Rudolph Block, sa veuve et ses enfants ont fait don de sa collection à la Yale School of Forestry de l'université Yale,.

## Œuvres
Sous le nom de Rudolph Block
- Catalogue of a private collection of walking sticks, New York, Rudolph Block, 1928, 149 p. (lire en ligne)
- « Walking Sticks », Empire Forestry Journal, vol. 5, no 1,‎ 1926, p. 68-72 (lire en ligne)
- « Walking Sticks », The Woodworker, vol. 30, no 386,‎ janvier 1926, p. 296-297 (lire en ligne, consulté le 19 juillet 2013)

Sous le pseudonyme de Bruno Lessing
- Children of men, New York, 1903, 311 p.
- Jake- or Sam, D. FitzGerald, 1909, 44 p.
- With the Best Intention, 1914
- The Faith of Her Fathers, 1915 (scénario)
- The Scarlet Road, 1916 (scénario)
- Aschenbrodel, 1916 (scénario)
- Smile with Nile!: Having to do with the 1936 National Shrine convention, 1936